# Набінчандра Сен
Набінчандра Сен (*নবীনচন্দ্র সেন, 10 лютого 1847 —3 січня 1909) — бенгальський поет та письменник часів Британської Індії.

## Життєпис
Походив із заможної родини Сен. Народився у селі поблизу м.Читтаґонґ, в училищі (тепер Енциклопедична школа) якого здобув освіту, закінчивши її у 1863 році. У 1865 році поступив до Президенс-коледжу у Калькуті, де вивчав право. У 1868 році здобув ступінь бакалавра. Незабаром після цього влаштувався до Вищого суду як помічник судді. На цій посаді він пробув до 1 липня 1904 року, коли пішов у відставку. Помер у 1909 році у Калькуті.

## Творчість
Поезія здебільшого присвячена патріотичній тематиці, необхідності відродження Індії. Поет малює Індію в образі богині Калі, що вимагає від синів-лицарів втамувати кров'ю своєю спрагу матері («Молитва трупам»). Замислюючись про причини незліченних бід Індії, він знаходить їх у роз'єднаності індійців. У поемі «Битва при Плесо» (1875 рік) Сен на матеріалі національної історії показав, як розрізненість сил індійців, корисливість і продажність окремих феодальних вельмож призвели до трагічного краху незалежності Бенгалії і встановленню англійського панування. Ідейний зміст поеми зводився до того, що не військова перевага англійців, не відсутність мужності в індійців стали причиною поразки, а відсутність єдності в індійських рядах. Темі єдності присвячена поетична трилогія «Райботок» (1887 рік), «Курукшетру» (1893 рік) і «Пробхаш» (1896 рік).
Також у доробку Сена є новела «Бханумоті», біографії Будди, Ісуса Христа, Клеопатри VII, автобіографія у 5 томах «Моє життя».
Крім того, займався перекладами на бенгалі. Найвідомішими є «Маркандея-пурана» та «Бгаґавад-Ґіта».